# Джахм ибн Сафван
Абу́ Му́хриз аль-Джахм ибн Сафва́н ат-Тирмизи́ (араб. أبو محرز الجهم بن صفوان الترمذي‎; Самарканд — 745, Мерв) — исламский богослов-джабрит, основатель и эпоним ранней школы калама — джахмизма.

## Биография
Джахм ибн Сафван был из числа вольноотпущенников (мавла) арабского племени бану расиб, родился в Самарканде, жил в Термезе, а затем в Куфе. В Куфе он встретился с богословом Джадом ибн Дирхамом и впоследствии стал проповедником его идей. Вернувшись на родину, Джахм ибн Сафван стал вести споры богословами, среди которых был видный комментатор Корана Мукатиль ибн Сулейман. Джахм участвовал в восстании 734—736 годов против омейядского наместника Хорасана Насра ибн Сайяра, был секретарём лидера восстания аль-Хариса ибн Сурайджа. Позднее попал в плен к Омейядам и был казнён в Мерве в 745/746 году (128 год хиджры).

## Учение
Учение Джахма ибн Сафвана основано на мутазилизме. Как и мутазилиты, Джахм ибн Сафван отрицал предвечное существование божественных атрибутов и возможность лицезрения Аллаха. Он, как и его учитель аль-Джаад ибн Дирхам, отстаивал положение о сотворённости Корана во времени и о невозможности приписывания Аллаху каких-либо антропоморфных характеристик. Учение об Аллахе оппоненты джахмитов связывали с их пантеистической тенденцией: отрицание нахождения Бога в определенном месте означает его всеприсутствие; Аллаху нельзя присвоить свойства какой-либо твари, ибо Он есть целокупность их всех. Джахм ибн Сафван также считал, что будущие события (движения) не могут быть бесконечны, следовательно Рай и Ад не могут быть вечными.

### Джабризм
Джахм ибн Сафван развивал крайнюю форму джабризма-фатализма. Он считал, что человек не способен действовать самостоятельно, он пассивен, его действия творятся Аллахом подобно действиям в природе.

### Мурджиизм
По мнению Джахма ибн Сафвана иман (вера) — это всего лишь знание об Аллахе, а неверие — незнание о нём. Иман не может иметь разную силу у разных людей и одинаков у пророка и у простого верующего. Если человек отрекался от Аллаха и не утрачивал знания о Нём, то он не впадал в куфр (состояние неверия).

## Ученики
В начале XI века в Нехавенде действовала школа джахмитов, которая известна главным образом по большому числу «Опровержений» (Ахмада ибн Ханбала, Ибн Кутайбы, Ад-Дарими и др.). Среди учеников Джахма ибн Сафвана стоит отметить Дирара ибн Амра (ум. 815), Бишра аль-Мариси (ум. 833) и его ученика аль-Хусейна ан-Наджжара. Сочинения Джахма ибн Сафвана и его приверженцев не сохранились. Часть джахмитов со временем примкнула к ашаритам.